# Eric Betzig
Robert Eric Betzig (Ann Arbor, 13 januari 1960) is een Amerikaans natuurkundige die in 2014 de Nobelprijs voor Scheikunde kreeg voor "de ontwikkeling van superresolutie-fluorescentiemicroscopie", samen met de Duitse Stefan Hell en de Amerikaan William Moerner.

## Biografie
Betzig werd geboren in Michigan als zoon van Robert en Helen Betzig. Hij studeerde natuurkunde aan het California Institute of Technology waar hij in 1983 zijn bachelordiploma behaalde. Vervolgens ging hij naar de Cornell-universiteit alwaar hij zijn mastergraad verkreeg in 1985 en promoveerde in 1988, beide in Applied and Engineering Physics. Voor zijn promotie richtte hij zich op de ontwikkeling van hoog resolutie optische microscopen.
Na zijn promotie werd Betzig in 1989 aangenomen door AT&T Bell Laboratories in de onderzoekafdeling van de halfgeleider fysica. Datzelfde jaar ontwikkelde Betzigs collega William Moerner de eerste optische microscoop die voorbij de Abbe-diffractielimiet van 200 nanometer kon zien. Probleem was dat deze microscoop alleen functioneerde bij temperaturen nabij het absolute nulpunt zodat deze in de praktijk nauwelijks toepasbaar was.
Aansluitend op Moerners onderzoek slaagde Betzig erin de technologie zodanig te verbeteren dat hij in 1993 de eerste persoon was die individuele fluorescente moleculen waarnam bij kamertemperatuur met een onderlinge afstand kleiner dan 200 nanometer. Voor deze prestatie ontving hij de William O. Baker Award for Intiatives in Research. In 1994 verliet Betzig Bell Labs en werd hij huisvader.
Op verzoek van zijn vader werd hij in 1996 vice-president R&D van de Ann Arber Machine Company, destijds eigendom van Betzigs familie. Hier ontwikkelde hij de Flexible Adaptive Servohydraulic Technology (FAST) en na het spenderen van miljoenen dollars verkocht hij slechts twee apparaten.
In 2002 keerde Betzig daarom maar weer terug naar het gebied van microscopie met het oprichten van het bedrijf New Millennium Research in Okemos. Geïnspireerd door het werk van Mike Davidson en zijn fluorescerende eiwitten ontwikkelde Betzig het principe van photoactivated localization microscopy (PALM). Dit is een methode om fluorescerende eiwitten te controleren met lichtpulsen om beelden te creëren met een hogere resolutie dan daarvoor ooit voor mogelijk werd gedacht. Samen met Harold Hess, een oud-medewerker van Bell Labs, ontwikkelden ze de eerste optische microscoop gebaseerd op deze nieuwe technologie. In minder dan twee maanden hadden ze hun eerste prototype gereed, waarmee ze algemene bekendheid verwierven. 
Begin 2006 trad Betzig als groepsleider toe tot de Janelia Research Campus van het Howard Hughes Medical Institute in Ashburn om te werken aan de verdere ontwikkeling van de technologie van super-hoog resolutie fluorescentie microscopie. Met deze technologie kon hij als eerste de celdeling van menselijke embryo's bestuderen. In 2010 werd hem de Max Delbruck Prize toegekend, maar hij weigerde waarna Xiaowei Zhuang de prijs in ontvangst mocht nemen. Vier jaar later, in 2014, ontving hij samen met Hell en Moerner de Nobelprijs voor Scheikunde.
1901: Van 't Hoff ·
1902: E. Fischer ·
1903: Arrhenius ·
1904: Ramsay ·
1905: Baeyer ·
1906: Moissan ·
1907: Buchner ·
1908: Rutherford ·
1909: Ostwald ·
1910: Wallach ·
1911: Curie ·
1912: Grignard, Sabatier ·
1913: Werner ·
1914: Richards ·
1915: Willstätter ·
1918: Haber ·
1920: Nernst ·
1921: Soddy ·
1922: Aston ·
1923: Pregl ·
1925: Zsigmondy ·
1926: Svedberg ·
1927: Wieland ·
1928: Windaus ·
1929: Harden, Euler-Chelpin ·
1930: H. Fischer · 
1931: Bosch, Bergius ·
1932: Langmuir ·
1934: Urey ·
1935: F. Joliot-Curie, I. Joliot-Curie ·
1936: Debye ·
1937: Haworth, Karrer ·
1938: Kuhn ·
1939: Butenandt, Ružička ·
1943: Hevesy · 
1944: Hahn ·
1945: Virtanen ·
1946: Sumner, Northrop, Stanley ·
1947: Robinson · 
1948: Tiselius · 
1949: Giauque ·
1950: Diels, Alder ·
1951: McMillan, Seaborg ·
1952: Martin, Synge ·
1953: Staudinger ·
1954: Pauling ·
1955: Vigneaud ·
1956: Hinshelwood, Semjonov ·
1957: Todd ·
1958: Sanger ·
1959: Heyrovský ·
1960: Libby ·
1961: Calvin ·
1962: Perutz, Kendrew ·
1963: Ziegler, Natta ·
1964: Hodgkin ·
1965: Woodward ·
1966: Mulliken ·
1967: Eigen, Norrish, Porter ·
1968: Onsager ·
1969: Barton, Hassel ·
1970: Leloir ·
1971: Herzberg ·
1972: Anfinsen, Moore, Stein · 
1973: E.O. Fischer, Wilkinson · 
1974: Flory ·
1975: Cornforth, Prelog ·
1976: Lipscomb ·
1977: Prigogine · 
1978: Mitchell ·
1979: Brown, Wittig ·
1980: Berg, Gilbert, Sanger ·
1981: Fukui, Hoffmann ·
1982: Klug ·
1983: Taube ·
1984: Merrifield ·
1985: Hauptman, Karle ·
1986: Herschbach, Lee, Polanyi ·
1987: Cram, Lehn, Pedersen ·
1988: Deisenhofer, Huber, Michel ·
1989: Altman, Cech ·
1990: Corey ·
1991: Ernst ·
1992: Marcus ·
1993: Mullis, Smith ·
1994: Olah ·
1995: Crutzen, Molina, Rowland ·
1996: Curl, Kroto, Smalley ·
1997: Boyer, Walker, Skou ·
1998: Kohn, Pople ·
1999: Zewail ·
2000: Heeger, MacDiarmid, Shirakawa ·
2001: Knowles, Noyori, Sharpless ·
2002: Fenn, Tanaka, Wüthrich ·
2003: Agre, MacKinnon ·
2004: Ciechanover, Hershko, Rose ·
2005: Grubbs, Schrock, Chauvin ·
2006: Kornberg ·
2007: Ertl ·
2008: Shimomura, Chalfie, Tsien ·
2009: Steitz, Yonath, Ramakrishnan ·
2010: Heck, Negishi, Suzuki ·
2011: Shechtman ·
2012: Kobilka, Lefkowitz ·
2013: Karplus, Levitt, Warshel ·
2014: Betzig, Hell, Moerner ·
2015: Lindahl, Modrich, Sancar ·
2016: Sauvage, Stoddart, Feringa ·
2017: Dubochet, Frank, Henderson · 
2018: Arnold, Winter, Smith ·   
2019: Goodenough, Whittingham, Yoshino ·
2020: Charpentier, Doudna ·
2021: List, MacMillan ·
2022: Bertozzi, Meldal, Sharpless ·
2023: Bawendi, Brus, Jekimov ·
2024: Baker, Hassabis, Jumper